# Ultimate Ghosts 'n Goblins
Ultimate Ghosts 'n Goblins (極魔界村?, Gokumakaimura)  let. Extreme Demon World Village è un videogioco a piattaforme appartenente alla serie Ghosts 'n Goblins, sviluppato da TOSE e pubblicato dalla Capcom nel 2006 in esclusiva per PlayStation Portable.
È il primo titolo della serie in 2.5D in quanto implementa la grafica poligonale, mantenendo le caratteristiche di giocabiltà bidimensionale, che ha contraddistinto i titoli precedenti.
Il gioco vede come nel resto della serie il cavaliere Artù combattere contro mostri e demoni lungo il suo tragitto per liberare la sua amata Principessa Prin Prin.

## Modalità di gioco
Ci sono tre modalità di gioco disponibili:
1. Novellino
2. Standard
3. Suprema/Ultimate

La modalità Novellino presenta una difficoltà minore rispetto a quella "standard": alcuni ostacoli sono omessi, mentre in caso di morte e risurrezione istantanea, Artù ottiene del potenziamento che dura fino a quando non viene colpito.
Nella modalità principale, ovvero quella Standard, Artù ha a disposizione sei vite e nel momento in cui ne perde una, viene risuscitato sul posto. La sua armatura può ora resistere a più di un colpo nemico, specialmente se potenziata. Come nella serie, prima del colpo mortale, Artù viene privato completamente della sua armatura, rimanendo con indosso solo un paio di boxer.
Nella modalità Suprema che in lingua inglese viene nominata Ultimate (da qui il titolo del gioco), Artù ha a disposizione un numero inferiore di vite e quando muore, viene rimandato in un punto preciso del livello anziché risuscitato sul posto: per la precisione, può essere rimandato all'inizio del livello o a metà dello stesso, se al punto di morte Artù ha percorso gran parte del livello. In questa modalità, Artù perde immediatamente l'armatura una volta colpito da un nemico, anche se potenziata. Tale modalità è dedicata agli esperti e giocatori tradizionali della serie.
Ogni livello presenta varie caratteristiche, dalla tradizionale foresta infestata alla fossa vulcanica, fino ad arrivare a castelli in rovina; i nemici sono vari e possono anche attaccare Artù in gruppo, e comprendono zombie, spettri, buoi e draghi; vi è inoltre un variegato assortimento di boss, tra i quali alcuni si rivelano talmente grandi da occupare l'intera schermata.
Questo titolo prevede molte armi prese dai giochi precedenti, con alcune aggiunte come la frusta di vimini o le lame a rondine. Artù è in grado di raccogliere oggetti e depositarli all'interno di un inventario per utilizzarli in livelli successivi, tra cui potenziamenti e vari scudi. Vi sono anche diversi tipi di armature allineate al bene o al male.
A differenza dei titoli precedenti, questo gioco è stato concepito in modo tale che il giocatore debba ottenere una serie di anelli d'oro sparsi in punti nascosti di ciascun livello, necessari per accedere al boss finale e terminare così il gioco. Al giocatore è data la possibilità di ritornare indietro su un livello e raggiungere le aree nascoste grazie a vari oggetti e potenziamenti ottenuti nel frattempo, senza le quali non poteva raggiungere.

## Riedizioni
Il 2 agosto 2007, il gioco è stato ripubblicato in Giappone con il titolo di Gokumakaimura Kai (極魔界村 改?). Tale ripubblicazione contiene il gioco originale più una versione ridisegnata dello stesso disco. Tale versione contiene alcune correzioni del gioco originale e il gameplay è stato adattato per renderlo simile ai primi titoli della serie: tra i cambiamenti più rilevanti il posizionamento diverso dei nemici, il sistema degli incantesimi rivisto e la limitazione delle continuazioni. Le impostazioni sulla difficoltà determinano il numero di vite e continuazioni; lo scorrimento è stato modificato rimuovendo le caratteristiche RPG del gioco originale, come l'inventario. Come da tradizione, il giocatore pertanto deve completare tutti i livelli due volte con lo scopo di affrontare il boss finale e completare il gioco; inoltre il gameplay è stato reso simile alla modalità "suprema" della versione originale, quindi è sufficiente un colpo inferto da un nemico per perdere l'armatura. Non vi sono resurrezioni, quindi una volta persa una vita, Artù viene riposizionato all'inizio o a metà livello.

## Accoglienza
| Testata                        | Versione | Giudizio |
| ------------------------------ | -------- | -------- |
| Metacritic (media al 06/09/21) | Sony PSP | 72/100   |
| PSX Extreme                    | Sony PSP | 90/100   |
| IGN                            | Sony PSP | 86/100   |
| TotalPlayStation               | Sony PSP | 85/100   |
| GameCritics                    | Sony PSP | 80/100   |

La rivista Play Generation diede al gioco un punteggio di 91/100, trovando un mito dei videogame, ritornato con uno schema di gioco frenetico e divertentissimo e con una grafica al passo con i tempi.
Voti e citazioni:
- (95) Ultimate Ghosts 'n Goblins is "2D" but it's also a highly-produced, meticulously planned, big-budget release. This is no throwback to side-scrollers gone by, this is 2D handheld gaming. [Aug 2006, p.16] Play Magazine
- (90) This is far, far more than a nostalgic return to form - instead, it's a game so adept at exploiting its own heritage that it can integrate thorough modernity into its design without denting its retro appeal in the slightest. [Sept 2006, p.78] Edge Magazine

## Successore
Durante i The Game Awards 2020, è stato annunciato Ghosts 'n Goblins Resurrection, il gioco appare mantenere la grafica 2.5D, prevede due sentieri uno ispirato a Ghosts 'n Goblins e l'altro Ghouls 'n Ghosts. Il titolo è disponibile a partire dal 25 febbraio 2021 in esclusiva temporanea per Nintendo Switch, successivamente anche per Steam, Ps4, Xbox One.